# Carlos Loontiens
Carlos Loontiens (Oostende, 16 september 1892 - aldaar, 19 oktober 1969) was een Belgisch museumdirecteur.
Hij was stadsbibliothecaris en stadsarchivaris in Oostende sedert 1919 de opvolger van Eugène Everaerts die na de Eerste Wereldoorlog uit zijn ambt was ontzet. Vanaf 1924 werd hij ook conservator van de Stedelijke Musea Oostende: Schone Kunsten en Heemkunde. Hij was pas de tweede museumconservator. De eerste, Henri Permeke, was in 1912 overleden en al die tijd was er geen opvolger geweest.
Het Museum voor Schone Kunsten Oostende was toen nog ondergebracht in het stadhuis en had geen groeimogelijkheden noch tentoonstellingsfaciliteiten. Er waren diverse plannen voor een nieuw museumgebouw, maar geen enkel werd geconcretiseerd tijdens het interbellum. Er werd ook weinig kunst aangekocht in de periode van zijn directeurschap en al helemaal niets meer van bijvoorbeeld James Ensor. Bovendien ging zijn interesse meer naar de lokale geschiedenis. Hij was de drijvende kracht achter de inrichting van het Fort Napoleon als Heemkundig Museum (opende Pinksteren 1932).
Hij nam geen voorzorgen voor het in veiligheid brengen van de kunstcollectie bij het uitbreken van de Tweede Wereldoorlog. Tijdens een bombardement in mei 1940 verdween zo goed als de gehele museumcollectie Schone Kunsten in de vlammen. In september 1944 werd hij uit zijn ambt ontzet en een jaar later opgevolgd door Frank Edebau.